# التقدم السنوي الملائم
التقدم السنوي الملائم أو AYP عبارة عن نظام مقاييس تم تحديده في قانون عدم إهمال الطفل الفيدرالي للولايات المتحدة وهو الذي يسمح لـوزارة التعليم الأمريكية تحديد كيفية تقييم أداء أي مدرسة حكومية ومنطقة تعليمية في الدولة من الناحية الأكاديمية وفقًا لنتائج الاختبارات القياسية. وتم تعريف التقدم السنوي الملائم بأنه أحد مصادر الجدل التي تحيط بـقانون التعليم الابتدائي والثانوي لـإدارة جورج دبليو بوش. المدارس الخاصة غير مُلزمة بتطبيق معايير التقدم السنوي الملائم.

## معلومات عامة
يشترط قانون عدم إهمال الطفل لعام 2001، القسم 1111، الفقرتان (ب)، (و) أنه «على كل ولاية وضع جدول زمني لإحراز التقدم السنوي الملائم. ويجب أن يضمن الجدول الزمني استيفاء جميع الطلاب في كل مجموعة والمذكورين في الفقرة الفرعية (ج) (ت)، وفي ما لا يتعدى 12 عامًا بعد العام الدراسي 2001-2002، معايير الولاية أو التفوق عليها.» وتُطور هذه الجداول الزمنية من خلال وكالات التعليم بالولاية التي تعمل في ظل توجيهات الحكومة الفيدرالية. يمثل قانون «عدم إهمال الطفل» اللائحة الأساسية التي تنظم دور الحكومة الفيدرالية في مجال التعليم.
وقد ورد دور الحكومة الفيدرالية في هذا المجال سابقًا في ظل قانون التعليم الابتدائي والثانوي (EASEA). وقد نص قانون التعليم الابتدائي والثانوي (EASEA) أن الغرض منه هو تعزيز الجودة التعليمية وتحسين فرصها في المدارس الابتدائية والثانوية في الدولة. ويتعين تحقيق هذه الأهداف من خلال المساعدات المالية الموجهة للوكالات التعليمية المحلية والمخصصة لتعليم أطفال الأسر ذات الدخل المحدود أو ذوي الإعاقة. وفي عام 2001، تم تعديل قانون التعليم الابتدائي والثانوي وإعادة تسميته باسم «قانون عدم إهمال الطفل». ولا يزال تعزيز وتحسين مستوى تعليم طلاب المدارس الابتدائية والثانوية هدفًا لقانون «عدم إهمال الطفل» ونظام مقاييس «التقدم السنوي الملائم».
وفقًا لوزارة التعليم الأمريكية، يمثل التقدم السنوي الملائم أداة التشخيص التي تحدد مدى احتياج المدارس للتحسين والأسلوب الأمثل لتخصيص الموارد المالية. كتبرود بيج (Rod Paige) وزير التعليم الأمريكي السابق، "توفر هذه اللائحة للولايات ووكالات التعليم المحلية مرونة هائلة في كيفية توجيه الموارد وتهيئة التدخلات بحسب احتياجات كل مدرسة تتطلب إجراء عملية التحسين بها... وتعد المدارس هي الجهات المسئولة عن مدى إنجاز جميع الطلاب، وليست مسئولة فقط عن أداء الطالب المتوسط".."
نص «قانون عدم إهمال الطفل» على شروط وأحكام للمدارس التي لا تستوفي معايير التقدم السنوي الملائم. ويُطلق على المدارس التي لا تستوفي معايير التقدم السنوي الملائم لمدة عامين في صف دراسي بأنها «مدارس في حاجة للتحسين» وأنه في حاجة لتدخلات فورية من قبل وكالة التعليم في الولاية التابعة لها. وتشتمل الخطوات الأولى على المساعدة الفنية ثم بعد ذلك، وفقًا لوزارة التعليم الأمريكية، تنفيذ «إجراءات تصحيحية أكثر جدية» إذا فشلت المدرسة في تحقيق التقدم السنوي الملائم.

## الغرض
يهدف قانون «عدم إهمال الطفل» إلى ضمان حصول جميع الأطفال على فرص عادلة ومتساوية وكبيرة في تعليم عالي الجودة. ويمكن ضمان ذلك عن طريق تطبيق أساليب التقييم الأكاديمي وإعداد المعلمين وتدريبهم وتطبيق المناهج الدراسية الصارمة والمواد التعليمية المناسبة التي ستساعد بدورها في تحسين الأداء بحسب المعايير الأكاديمية القوية للولاية التي ينبغي أن يلتزم بها جميع الطلاب بكفاءة تامة. وتهدف هذه العملية إلى المساعدة في تلبية الاحتياجات التعليمية للأطفال ذوي مستويات التحصيل المنخفضة في مدارسنا التي تعاني من الفقر بحيث يكون أداء كل مدارس الدولة على مستوى المعايير الوطنية. وإذا تحقق هذا، سيكون قانون «عدم إهمال الطفل» قد نجح بذلك في «سد تلك الفجوة». وهذا يعني أن فجوة الإنجاز القائمة بين المدارس عالية الأداء ومنخفضة الأداء وبين الأطفال ستقل كثيرًا وسيصل الجميع لمستوى إنجاز ومعيار أداء واحد في البلاد، ومن ثم سيتم القضاء على مظاهر إهمال الطفل وستختفي المدارس المصنفة بأنها «مدارس في حاجة لتحسين».

## وصلات خارجية
- Resources on AYP. Education Commission of the States.